# オタフクソース
オタフ クソース株式会社（英:Otafuku Sauce Co., Ltd.）は、広島県広島市西区に本社を置く調味料メーカー。「お好みソース」は、お好み焼き用濃厚ソース類として国内外で知られる。

## 歴史
現在のオタフクソース株式会社は、2009年に旧オタフクソース株式会社がお多福グループ株式会社へ移転時に、新たに設立された法人である。
「お好みソース」は濃厚な風味と高い粘度を特長とする「お好み焼き」用途に特化したソースで、1952年に業務用として発売したのち、おもに西日本地域で市販したが、現在は国内で広く知られるほかにアジアや欧米でも好評である。
元々これらのソースには原材料として砂糖が使われていたが、砂糖の価格高騰に伴い、1975年よりデーツ（干したナツメヤシの実）が代替品として使われ始めた。砂糖の価格がデーツより安くなった後も、ソースに深みをもたらす隠し味として使われている。しばらくの間、使用量の9割はイラク産のデーツを使っていたが、湾岸戦争の経済封鎖によって使用できなくなった際、デーツの商社は輸入元をイラン、パキスタン、オマーン、エジプトなどに切り替えて対応した。
その後も、ソースを安定して供給できるようにするため、中東以外の地域を含めた複数の産地からデーツを調達している。
加えて、健康志向の広がりからデーツ自体の人気を見込み、2019年にはデーツ部と呼ばれる専門部署を設立した。
そして、2020年3月にはソース用品種よりも高級なマジョール種を用いたドライフルーツ「デーツなつめやしの実」を販売した。20年9月期決算において、この商品の売り上げは目標である1億円を突破した。

### 沿革

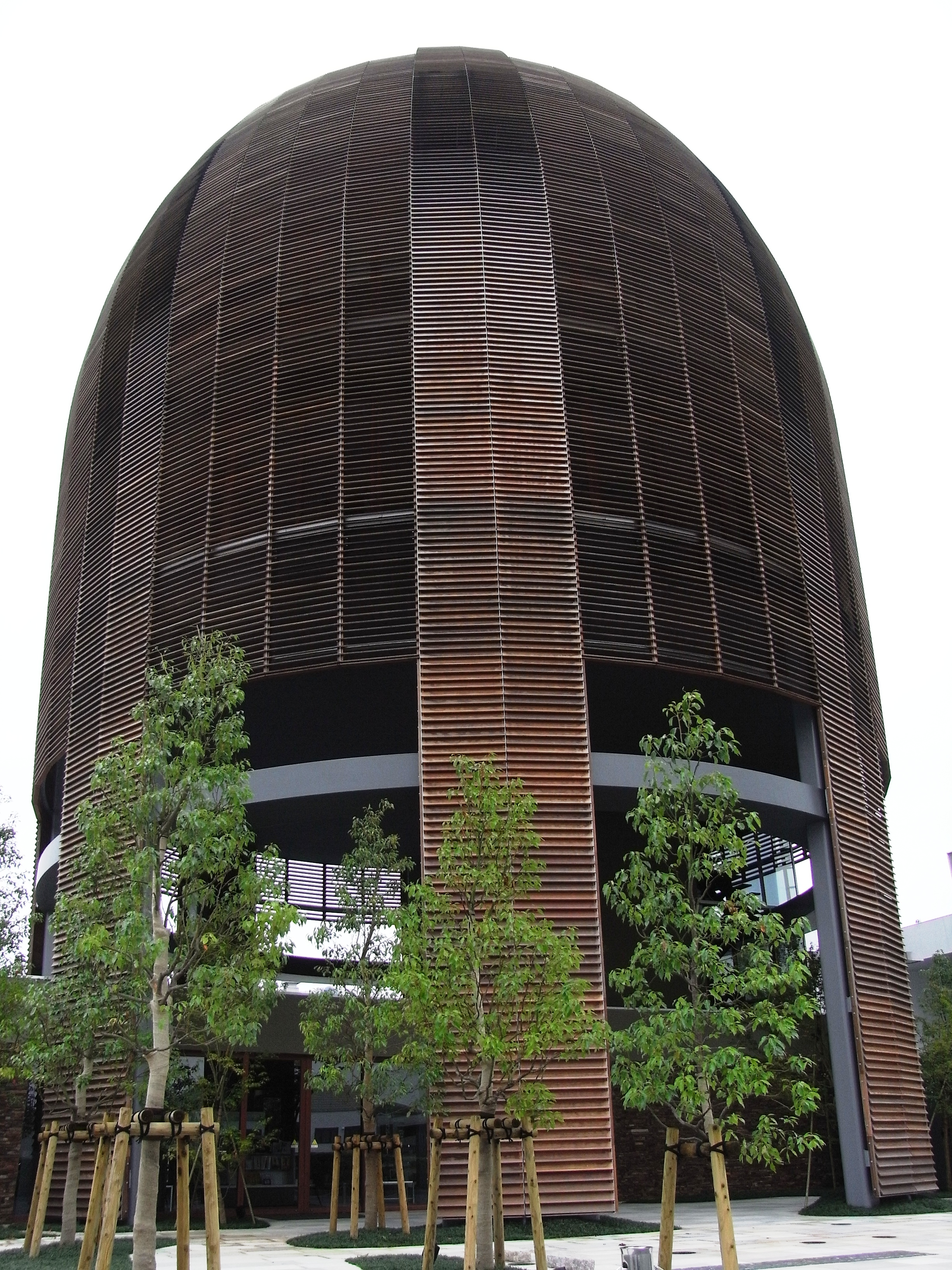
WoodEgg お好み焼館

- 1922年 - 11月、酒および醤油などの卸小売業「佐々木商店」として創業する。
- 1938年 - 醸造酢「お多福酢」の製造と販売を開始する。
- 1950年 - ソースの製造と販売を開始する。
- 1952年 - 10月、お多福造酢株式会社を設立する。
- 1975年 - 「オタフクソース株式会社」（初代）に社名を変更する。
- 1999年 - 10月、酢事業をお多福醸造株式会社として分社する。
- 2005年 - 7月、関東地方を基盤とする調味料メーカー「ユニオンソース」の株を51パーセントを取得する。
- 2008年 - 6月6日、広島市西区にお好み焼きの文化や歴史を紹介する施設WoodEgg お好み焼館を設ける。
- 2009年 - 10月、オタフクソース株式会社（初代）を持株会社のお多福グループ株式会社へ移行し、事業会社のオタフクソース株式会社（2代）を新たに設立する。
- 2014年 - お多福グループ株式会社が「オタフクホールディングス株式会社」に社名を変更する。
- 2017年 - 4月28日、“野菜”と“健康”をテーマにしたコンセプトショップ「Vege Love it !（ベジラビット）」をLECT（広島市西区）に開店。
- 2018年 - 4月2日、海外の初支店となる台北支店を開設。10月4日、お好み焼き体験スタジオ「OKOSTA（オコスタ）」を広島駅北口1F ekie DINING TERRACEに開店[10]。
- 2021年 - 4月1日、ユニオンソース株式会社を吸収合併[11]、旧本社・工場をオタフクソース日光工場と改称。
- 2021年 - 10月、大阪市の天かすメーカー「ナカガワ」の株式を100％取得しグループ化する。
- 2023年 - 5月20日、G7広島サミットに参加していた英国首相のスナク氏が、お好み焼体験スタジオ「OKOSTA(オコスタ)」にて、お好み焼き作りを体験し、広島の食文化を体感した。[12]

## 主な商品

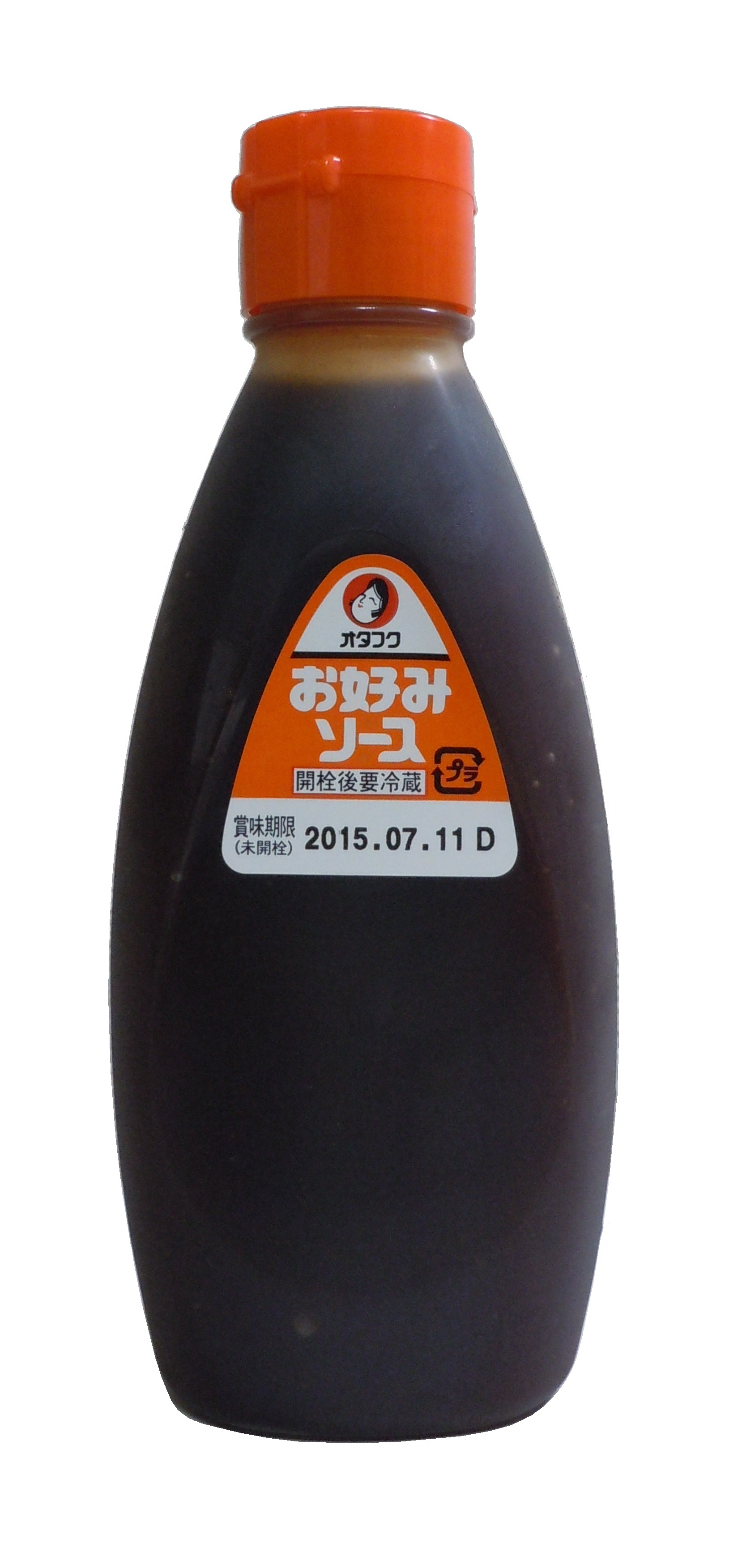
オタフクお好みソース
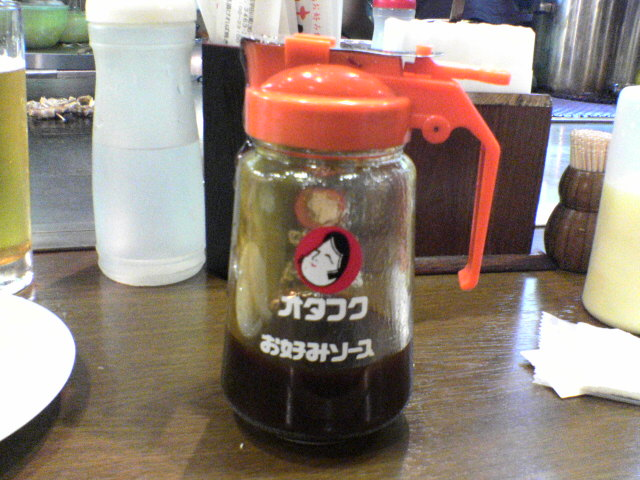
オタフク焼そばソース
- オタフクとんかつソース
- オタフクウスターソース
- オタフクたこ焼ソース
- オタフクかつめしのたれ
- お多福酢（穀物酢、米酢など）
- お多福らっきょう酢
- お多福すし酢
- デーツ（ドライフルーツ）

ほか
- お好みソース（市販品）
- お好みソース

## 雑記
- 『お好み焼・たこ焼研修センター』 - 東京、名古屋、大阪、岡山、高松、広島、福岡に設け、お好み焼き店やたこ焼き店の営業支援を図る。
- お好み焼士 - 2006年（平成18年）1月から、初級インストラクター、中級コーディネーター、上級マイスターの三段階からなる「お好み焼士」マイスター制度を社内資格として導入し、入社2年以上の全社員から年一回の筆記試験と実技試験で選考する。
- 入社研修時にお好み焼きの作り方を学び、社員全員が毎月一度お好み焼きを食す。
- オタフクソース事件 - 1995年（平成7年）9月30日に新入社員が過労自殺。2000年（平成12年）5月18日に広島地方裁判所にて1億1111万円の支払いを命じられた[13]。

## 事業所
- 本社・広島工場 - 広島県広島市西区商工センター7丁目4-27
- 営業本部 - 東京都江東区木場5丁目6-11 オタフク東京本部ビル
- 日光工場 - 栃木県日光市

## 関連会社
- オタフクホールディングス株式会社（お多福グループの持株会社・事業統括会社）
- お多福醸造株式会社（『お多福酢』の製造会社）
- お好みフーズ株式会社（主に関西風お好み焼きの粉やアオノリ、天かすなど）
- 株式会社ナカガワ（天かすの製造販売）
- OPP株式会社（包装・梱包・発送等、パッケージング全般）
- Otafuku Foods, Inc.（米国の現地法人）
- 大多福食品（青島）有限公司（中国の現地法人）
- OTAFUKU SAUCE MALAYSIA SDN. BHD.（マレーシアの現地法人、ハラール対応商品の製造・販売・輸出）
- 佐々木商店株式会社（1990年に新規設立された、グループの資産・経営管理会社。お多福グループとは別資本になっている。）

## テレビ番組
- 日経スペシャル カンブリア宮殿 たかがソース、されどソース・・・ ソースに命をかけて60年 広島発「食卓の脇役」が天下統一へ!（2013年9月12日、テレビ東京）- オタフクソース 社長 佐々木茂喜出演[14]。

## 提供番組
テレビ
- にじいろジーン（関西テレビ、2019年10月 - 2020年3月、5年間続いたオリヒロから引き継いだ。）

ラジオ
- お好み焼のある風景（RCCラジオ）

## CM出演者
- 柏村武昭 - 上記の「お好み焼のある風景」のパーソナリティー

## 協力番組
- テレビ派 コーナー「あつあつ鉄板カーが行く!」（広島テレビ）オタフクソースお好み焼き課職員が同行
  - 初代：金児憲史（2020年4月 - 2021年3月）
  - 二代目：さいねい龍二（2021年4月 - ）